# Nerecznica szerokolistna
Nerecznica szerokolistna (Dryopteris dilatata (Hoffm.) A. Gray) – gatunek należący do rodziny nerecznicowatych.

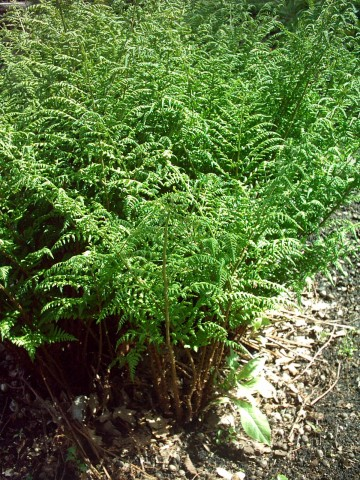
Pokrój

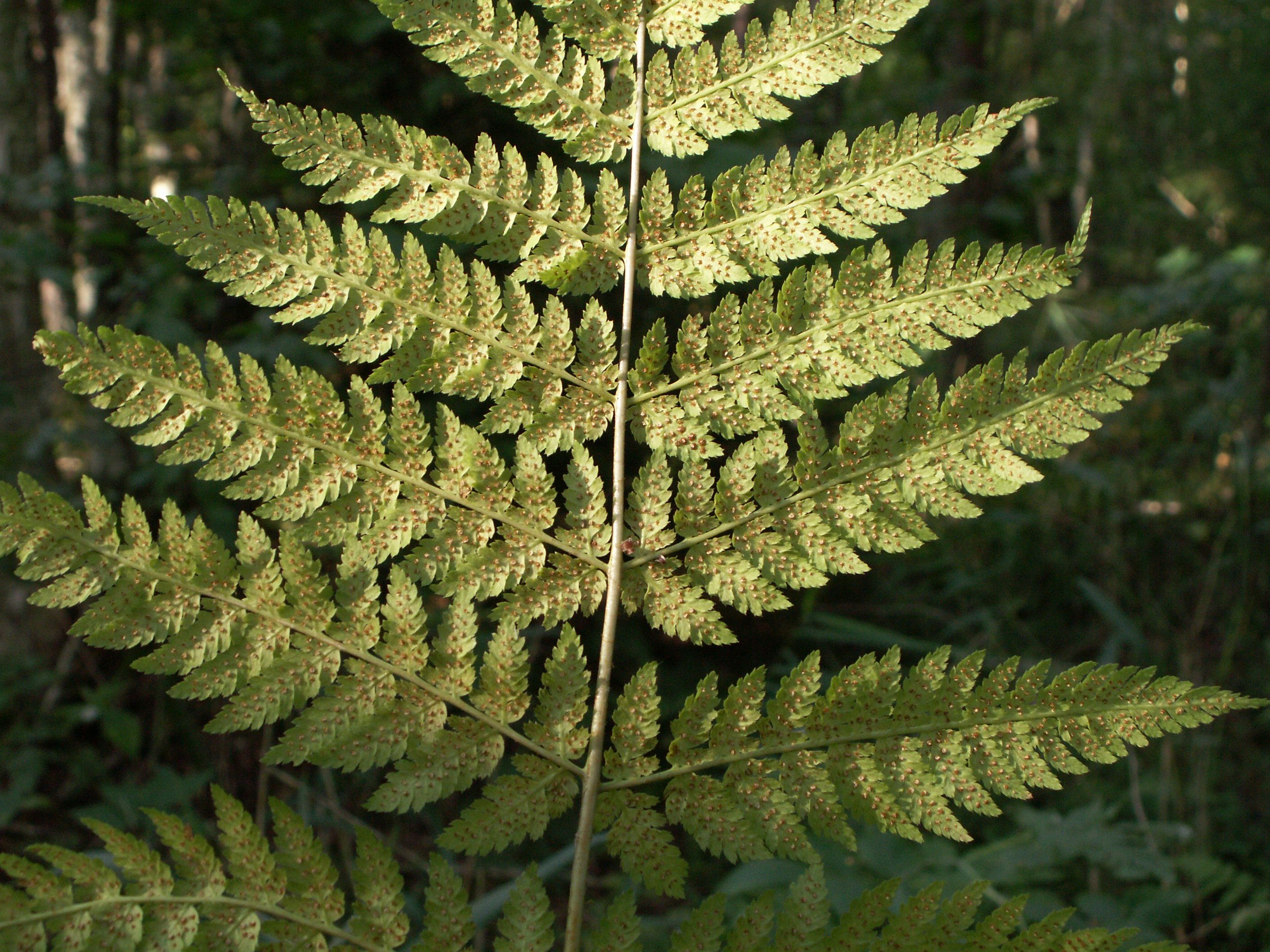
Liść zarodnionośny

## Morfologia
PokrójRoślina trwała o wysokości od 30 do 100 cm.
LiścieLiście o blaszce łukowato przegiętej, w zarysie trójkątnie jajowatej, spodem z żółtymi gruczołami, 3–4-krotnie pierzastej. Łuski na ogonkach liściowych dwubarwne: brunatne z czarnobrunatną smugą po stronie grzbietowej. Odcinki 2 względnie 3 rzędu rozstawione, ostre lub zaostrzone, zwykle wypukłe z podwiniętymi brzegami.

## Biologia i ekologia
Występuje w cienistych lasach i zaroślach, na niżu rzadko, w górach dość pospolita. Jest to roślina trująca. Kłącze nerecznicy szerokolistnej zawiera floroglucydy (aspidyna, aspidynol, dezaspidyna, ślady kwasu flawaspidowego).